# Maoismus

Parteifahne der KP Chinas unter Mao

Flagge der von den Maoisten gegründeten VR China

Der Maoismus (Chinesisch: 毛泽东思想; pinyin: Máo Zédōng sīxiǎng wörtlich: „Mao–Zedong–Gedanken“) ist eine sozialistische revolutionäre Bewegung und Weltanschauung, die sich auf die Ideen des chinesischen Revolutionärs und kommunistischen Führers der Volksrepublik China Mao Zedong stützt. Ausgelöst durch die gesellschaftlichen und wirtschaftlichen Missstände in China, entwickelte Mao seine Ideen mit Bezug auf Theorien von Marx, Engels, Lenin und Stalin. Mit der Gründung der Volksrepublik China 1949 wurden sie zu Leitlinien des politischen Handelns und Denkens in China. Eine Reihe dieser Ideen findet sich zusammengefasst im sogenannten Roten Buch, umgangssprachlich auch Mao-Bibel genannt. In Buchform wurden sie unters Volk gebracht, von Millionen von Chinesen gelesen und als Instrument der Revolution verwendet.

## Die Philosophie des Mao Zedong

### Leitgedanken
Der Begriff Maoismus geht nicht von Mao oder der KPCh aus. In China wird die damit bezeichnete Gesellschafts- und Wirtschaftstheorie Mao Zedong sixiang (deutsch: Ideen/Philosophie des Mao Zedong) genannt. Grundlage dieser Ideen waren für Mao die Schriften und Lehren von Karl Marx, Friedrich Engels, Wladimir Lenin und Josef Stalin. Auf diese bezieht sich Mao, wenn er den Terminus Marxismus-Leninismus verwendet. Damit thematisiert er sowohl Grundlagen als auch Weiterentwicklungen der kommunistischen Weltanschauung. Die Idee der Revolution als Antrieb und Ziel des politischen Handelns spielt im Maoismus eine zentrale Rolle.
Für seinen radikalen Neuansatz konnte sich Mao auch auf „eine lange Tradition des Protestes und die Entwicklung neuer politischer Ansätze“ berufen. Nach Auskunft von Historikern, wie z. B. dem deutschen Sinologen Helwig Schmidt-Glintzer, kann die Zeit zwischen den Aufständen im 19. Jh. und dem Ende der letzten kaiserlichen Dynastie Anfang des 20. Jh. innerhalb der chinesischen Gesellschaft als "Periode der Transformation" gesehen werden. Es tauchten neue Menschentypen auf, die das Planen und Handeln der traditionellen Eliten behinderten.
Als Leitgedanken des Maoismus für die Zeit von 1921 bis 1976 können im Rückblick auf den chinesischen Bürgerkrieg zwischen Kommunisten und Republikanern (1927–49) sowie den Großen Sprung nach vorn (1958–61) und der Kulturrevolution (1966–76) folgende festgestellt werden. Es ist eine vorläufige und einseitige – auf deutschen Veröffentlichungen gründende – Zusammenstellung. Bisher fehlt noch die Auswertung der Ergebnisse der chinesischen Forschung.
1. Es gibt einen chinesischen Weg des Marxismus-Leninismus. Mao hat in diesem Sinne die Chinesen immer wieder dazu aufgefordert, „die allgemeingültige Wahrheit des Marxismus mit der konkreten Praxis der chinesischen Revolution in vollem Ausmaß und in angemessener Weise (zu) vereinigen“.[6]
2. Die zentrale Führung durch die von der Sowjetunion gegründete kommunistische Weltbewegung wird abgelehnt. China solle sich mit den Völkern der Dritten Welt verbinden, um gegen die kolonialen Supermächte zu kämpfen. „Die Verbindung des Marxismus-Leninismus mit der konkreten Praxis der Revolution in den jeweiligen Ländern ist die grundlegendste Garantie für die Siege der Sache der Revolutionären Volksmassen aller Länder.“[7]
3. Die Klasse der Bauern anstelle der Industriearbeiter ist die Hauptkraft der kommunistischen Revolution in China. Nach dem Zweiten Weltkrieg waren 70 % der chinesischen Bevölkerung besitzlose Bauern, Tagelöhner und Wanderarbeiter. Lenin hatte die Idee propagiert, dass Arbeiter und Bauern zusammen die Revolution anführen sollten.[8]
4. Die revolutionäre Eroberung der Macht erfolgt durch Guerillakriege von ländlichen Stützpunkten aus. Dies praktizierten Maos Truppen in der Zeit nach dem „Langen Marsch“ (1934/35). Sie ließen sich bis 1948 am Gelben Fluss in der Umgebung der Stadt Yan’an nieder. Von diesem Stützpunkt aus agierten sie militärisch gegen die republikanische Guomindangpartei und die japanischen Besatzungstruppen. Es gelang ihnen, die Bewohner der Umgebung für die Ideen Maos zu begeistern.
5. Revolution und Klassenkampf sind dauernde Mittel der Entwicklung Chinas. In der russischen Schwesterpartei vertrat Leo Trotzki die Auffassung, dass die "permanente Revolution" das "einzig reale Programm zur Beseitigung jeglicher Unterdrückung" sei. Innerhalb der Gesamtheit der Kommunistischen Partei der Sowjetunion war es fraglich, ob die "permanente Revolution" eine theoriekonforme Idee ist.[9]
6. Praktische Weiterentwicklungen, die möglich sind, sind der Theorie vorzuziehen. D. h., viele theoretische Zwischenstadien der Entwicklung zur klassenlosen Gesellschaft sollen übersprungen werden, um möglichst rasch die anzustrebende, kommunistische Gesellschafts- und Wirtschaftsordnung zu verwirklichen. Diese Idee geht u. a. auf die Hegelsche Idee zurück; also dass sich Zivilisationen in „qualitativen Sprüngen“ weiterentwickeln.
7. Die notwendige Weiterentwicklung zur kommunistischen Gesellschaft ist abhängig von einem revolutionären Denken. Daher bestimmt die Umbildung des traditionellen Bewusstseins zu einem kommunistischen Bewusstsein das Tempo und die Qualität des Prozesses der Veränderung der traditionellen Ordnung. Im Vordergrund steht daher die ständige Revolutionierung des Bewusstseins, bzw. die Veränderung des Denkens. Diese Idee führte zur Entscheidung Maos, die Kulturrevolution auszurufen.
8. Ein verändertes, revolutionäres Denken ist das Ideal der zu entwickelnden kommunistischen Gesellschaft. Nur Revolutionäre, die nicht mehr traditionell denken, sind geeignet, Menschen für dieses neue Ideal der chinesischen Gesellschaft zu gewinnen. Der Entschluss des Einzelnen, ein anderes Denken anzustreben, wird durch die im Interesse der Gemeinschaft erfolgte eigene Veränderung belohnt. Aus chinesischer Sicht sind gemeinsame Ideale für die Gesellschaft wichtiger als die des Einzelnen.[10] Die Veränderung des Einzelnen wurde folglich im Interesse des gemeinsamen Ideals höher bewertet, als die individuelle fachliche Kompetenz und als die individuelle Belohnung durch materielle Leistungsanreize.

Mao Zedong war bis zum Ende der Kulturrevolution 1976 davon überzeugt, das Milliardenvolk der Chinesen könne durch Orientierung an den kommunistischen Ideen das Elend und die Rückständigkeit überwinden, in der es lebte. Mit Hilfe von Massenbewegungen und eines veränderten Bewusstseins der Massen, so nahm Mao weiter an, würde man unter der Führung der kommunistischen Partei in China bald die wirtschaftliche Entwicklung in Großbritannien und den USA überholen. Auch die Sowjetunion dachte er in Kürze einholen zu können, weil diese seiner Auffassung nach keinen Wert auf Massenbewegungen und auf das politische Bewusstsein legte.
Die Veränderung des Denkens und die daraus resultierende kommunistische Bewegung möglichst vieler Chinesen hat – wie Mao in Reden und Schriften immer wieder darstellte – ihn vermutlich bewogen, viele Ereignisse der revolutionären Bewegung zwischen 1924 und 1976 den Institutionen und Mitgliedern der KPCh zu erläutern. Diese Erläuterungen sind im Originaltext auch in deutscher Sprache zugänglich.

### Ideologie der Praxis

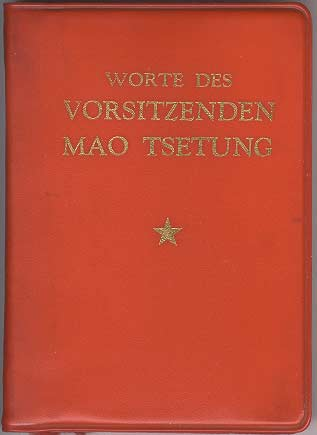
Die „Mao-Bibel“, deutschsprachige Ausgabe, Peking 1972

#### Wie macht man eine Revolution?
Die philosophischen Ideen Maos waren eine Sache, eine andere war die Frage ihrer praktischen Umsetzung. Als er Revolutionär werden wollte und deshalb Mitglied der Kommunistischen Partei wurde, wusste er nur, dass er die Revolution wollte, erzählte Mao 1960 in einer Rede vor dem Politbüro der Kommunistischen Partei Chinas (KPCh). Wie man eine Revolution machen solle, das habe er damals nicht gewusst.

#### Theorie und Wirklichkeit müssen übereinstimmen
Dieser Frage hatte sich Mao Ende der dreißiger Jahre während des Bürgerkrieges mit der Guomindang mit dem Text „Über die Praxis“ gewidmet. Er diente der Ausbildung der Revolutionsarmee in Yan’an.
Seine Erläuterungen enthalten u. a. die Feststellung, dass nur das von Menschen als „richtig“ anerkannt wird, was in der Praxis erfolgreich wirkt. Alles dagegen, was zu Niederlagen führt, wird als „falsch“ bewertet. Menschen, die die Gesellschaft revolutionieren möchten, sind für die Wahrheit der Theorie darauf angewiesen, ihre revolutionären Ideen in Übereinstimmung mit den Gesetzmäßigkeiten der objektiven Außenwelt zu bringen. Gelingt es ihnen, werden sie revolutionäre Ideen erfolgreich umsetzen können.
Die richtige gesellschaftliche Theorie stehe jedoch nicht für alle Zeiten fest: „Der Marxismus-Leninismus hat die Wahrheit keineswegs ausgeschöpft, sondern bahnt der Erkenntnis der Wahrheit in der Praxis ununterbrochen neue Wege.“ Die Idee des ständigen Wandels ist seit Jahrtausenden der Mittelpunkt des chinesischen Denkens und Handelns.

#### Erkenntnistheoretische Voraussetzungen
Die für den Maoismus geltende materialistische Erkenntnistheorie, die als Voraussetzung der Möglichkeit eines sich ständig verändernden Denkens gilt, geht von sinnlichen Wahrnehmungen aus. Im westlichen Denken, vor allem in der deutschen Philosophie, ist die idealistische Auffassung vorherrschend, Denken verändere sich ausschließlich mit Hilfe der dem Menschen eingeborenen Ideen der Vernunft. Die sinnliche Erfahrung dient dabei nur als Anregung. Objektiv ist das, was der Vernunft entspringt.
Entsprechend anders ist die Philosophie Maos: Der objektive Maßstab für die marxistisch-leninistische und für die maoistische Theorie ist die Realität, wie Menschen sie ausschließlich durch ihre Sinne erfahren. Die Richtigkeit der Theorie müsse jeder an dieser Realität überprüfen können, um sie für sich anzuerkennen. Je „reichhaltiger“ das Material der sinnlichen Erfahrung ist, umso ergiebiger werde das Nachdenken über die sinnliche Erfahrung und das Auswerten der sinnlichen Erfahrung. Aus dieser Auswertung der reichhaltigen sinnlichen Erfahrung entstehe die rationale Erkenntnis. Das, so Mao, „...ist die Erkenntnistheorie des dialektischen Materialismus.“ Sie ermögliche durch die Sinneserfahrung veränderte Sichten im Denken und Handeln. Dies entspricht der 2000-jährigen Tradition des chinesischen Denkens, das – wie der Sinologe Manfred Porkert untersucht hat – „seine Impulse aus der unmittelbaren Wahrnehmung und gedanklichen Verarbeitung gegenwärtigen Geschehens“ empfängt.

#### Die Praxis als Wahrheitskriterium
Im Prozess der rationalen Erkenntnisse entstehen Begriffe und werden Zusammenhänge bemerkt, die zu Theorien weiterentwickelt werden. Deren Wahrheitsgehalt lasse sich nicht allein rational bestätigen oder verwerfen. Der einzige Weg zur gründlichen Lösung dieser Frage bestehe darin, die rationale Erkenntnis wieder in die „gesellschaftliche Praxis“ zurückzuführen. D. h., die Theorie auf die Praxis der Produktion, des revolutionären Kampfes und die Praxis wissenschaftlicher Experimente anzuwenden und zu prüfen, ob sie zu dem Ziel zu führen vermag, das man sich vorgenommen hat.

#### Die Einheit von Wissen und Handeln
Theorien zu Prozessen, die einen begrenzten (kontingenten) Verlauf haben, können zu einem bestimmten Zeitpunkt als abgeschlossen betrachtet werden, stellte Mao fest. Aber im Hinblick auf das natürliche Fortschreiten des menschlichen Erkennens seien diese Prozesse nie abgeschlossen. Wahre revolutionäre Führer müssen deshalb nicht nur in der Lage sein, die etwaigen Fehler in ihren Ideen, Theorien, Plänen oder Projekten zu korrigieren. Sie müssen auch in der Lage sein, „ihre eigene subjektive Erkenntnis sowie die subjektive Erkenntnis aller an der Revolution Beteiligten entsprechend vorwärts zu bringen und umzustellen, wenn ein bestimmter objektiver Prozess von einer bestimmten Entwicklungsstufe zu einer anderen fortgeschritten ist und sich umgewandelt hat.“
Den Zusammenhang zwischen Praxis und Theorie beschrieb Mao auch als einen sich endlos wiederholenden dialektischen Prozess der Einheit von Wissen und Handeln:

„Durch die Praxis die Wahrheit entdecken und in der Praxis die Wahrheit bestätigen und weiterentwickeln; von der sinnlichen Erkenntnis ausgehen und diese aktiv zur rationalen Erkenntnis fortentwickeln, sodann wieder, ausgehend von der rationalen Erkenntnis, aktiv die revolutionäre Praxis anleiten, die subjektive und objektive Welt umzugestalten; Praxis, Erkenntnis, wieder Praxis und wieder Erkenntnis – diese zyklische Form wiederholt sich endlos, und der Inhalt von Praxis und Erkenntnis wird bei jedem einzelnen Zyklus auf eine höhere Stufe gehoben. Das ist die ganze Erkenntnistheorie des dialektischen Materialismus, das ist die dialektisch-materialistische Theorie der Einheit von Wissen und Handeln.“

#### Praxis und Theorie gemeinsam studieren
Mao stellte in Veröffentlichungen und Reden fest, viele, die den Marxismus studieren, verstoßen gegen diese Einheit von Theorie und Praxis, indem sie die Theorie von der Praxis lösen. So werden Fehler verbreitet, die den Menschen großen Schaden zufügen.
Anlässlich der Eröffnung der Parteischule am 1. Februar 1942 wies Mao darauf hin, dass die Genossen die marxistische Theorie nicht als „totes Dogma“ betrachten sollten. Der Lernerfolg der Schüler solle danach bewertet werden, ob sie mit klarem Kopf an die Probleme Chinas herangehen, bzw. ob sie die Probleme überhaupt erkennen. So könne man feststellen, ob jemand gut oder schlecht gelernt habe.

## Praxis des Maoismus in China
Die Umsetzung des maoistischen Denkens in China war mit der Kulturrevolution, der Anti-Rechts-Kampagne von 1957–1958 und dem Großen Sprung nach vorn laut der Mao-Biographen Jung Chang und Jon Halliday für über 70 Millionen Tote während der Friedenszeit verantwortlich. Die Schätzungen der Historiker zur Opferzahl des Großen Sprungs nach vorne, dessen Landreformen zu Hungersnöten führten, belaufen sich auf 15 bis 32,4 Millionen Tote.
Nanjie wird als das letzte maoistische Dorf Chinas bezeichnet. Hier leben 3000 Menschen. Alles was sie brauchen – einschließlich Bildung und Gesundheitsfürsorge – stellt ihnen die Kommune zur Verfügung. Ihre Gegenleistung ist, so zu leben, wie es den maoistischen Ideen entspricht.

## Einfluss in der Bundesrepublik Deutschland
Der Maoismus beeinflusste die westdeutsche Studentenbewegung ab 1967, einige politische Gruppen bekannten sich zu den marxistisch-leninistischen Ideen Maos. In der Zeit nach dem Zerfall des SDS entstanden die sogenannten K-Gruppen, die zumeist maoistisch ausgerichtet waren. Aber auch in der Geschichte von Bündnis 90/Die Grünen spielen ehemalige Angehörige der K-Gruppen eine Rolle. Nach Maos Tod im Jahre 1976 ging den maoistischen Parteien jedoch überwiegend die Inspiration aus. Prominente Ex-Maoisten in Deutschland sind der Ministerpräsident von Baden-Württemberg Winfried Kretschmann, die ehemalige Bundesgesundheitsministerin Ulla Schmidt und der ehemalige Bundesumweltminister Jürgen Trittin.

## Einfluss in anderen Staaten
Außerhalb Chinas war eine am Maoismus angelehnte Spielart des Marxismus-Leninismus in Albanien nach dem Austritt aus dem Warschauer Pakt zur offiziellen Staatsdoktrin unter Enver Hoxha. In der Zeit zwischen 1976 und 1979 kappte Hoxha allerdings auch diese Verbindung, da er die chinesische Außenpolitik (Theorie der drei Welten) als opportunistisch kritisierte und den Maoismus verwarf. Mehrere starke maoistische Parteien sind bis heute in Nepal aktiv, so die Kommunistische Partei Nepals (Maoistisches Zentrum). Weitere maoistische Organisationen sind der sogenannte „Leuchtende Pfad“ (Sendero Luminoso), der im Bürgerkrieg, dem sogenannten Volkskrieg, in Peru die Regierung bekämpfte und zeitweise weite Teile des Landes kontrollierte, sowie die Partido Komunista ng Pilipinas und ihre Vorfeldorganisation „Nationale Demokratische Front der Philippinen“. Darüber hinaus sind in mehreren nordostindischen Bundesstaaten verschiedene auf die militante Bewegung der Naxaliten um 1970 zurückgehende Organisationen aktiv, darunter in Bihar, Jharkhand, Andhra Pradesh und Assam; diese Organisationen sind auch heute noch maoistisch orientiert und firmieren weiter unter dem Oberbegriff Naxalismus. In Bangladesch gibt es die Purba Banglar Sarbahara Party, welche bei der Unabhängigkeit des Landes von Pakistan eine Rolle spielte und auf Seiten der Unabhängigkeitsbewegung kämpfte.
Die Roten Khmer in Kambodscha beriefen sich auch teilweise auf den Maoismus.
In der Türkei war die heutige Vatan Partisi die erste Partei, die sich zum Maoismus bekannte. Ferner gibt es die Türkiye Komünist Partisi/Marksist-Leninist und die Maoist Komünist Partisi.
In Griechenland gibt es zwei legale maoistische Parteien, die KKE/μ-λ (Kομμουνιστικό Κόμμα Ελλάδας / μαρξιστικό-λενινιστικό, KP Griechenlands/marxistisch-leninistisch) und die Μ-Λ KKE (Μαρξιστικό-Λενινιστικό Kομμουνιστικό Κόμμα Ελλάδας, Marxistisch-Leninistische Kommunistische Partei Griechenlands), deren Einfluss aber durch die weitaus mächtigere nicht-maoistische KKE begrenzt ist.
In den USA gibt es die von Bob Avakian geleitete Revolutionäre Kommunistische Partei.
In Afghanistan gibt es die Kommunistische (Maoistische) Partei Afghanistans, welche die damalige Regierung der an der Sowjetunion angelehnten Demokratische Volkspartei Afghanistans kritisiert und bis heute aktiv ist. Diese Partei hält im Iran eine maoistische Schwesterpartei namens Maoistische Gruppe der Roten Straße des Iran. Daneben gibt es die Partei Afghanistan Liberation Organisation, diese kämpfte gegen die DVPA aktiv mit Waffengewalt und charakterisierte sie als sozialimperialistisch. 1964 gründete sich die Partei Shola-e Javid (Deutsch: Ewige Flamme) welche hauptsächlich aus afghanischen Studierenden bestand und sich nach dem Bruch zwischen Albanien und China spaltete. Diese Partei hatte großen Einfluss im Land, vor allem in der Jugend.
Mit der Partij van de Arbeid, der Socialistische Partij und Rødt haben Belgien, die Niederlande und Norwegen Parteien mit maoistischen Wurzeln im Parlament vertreten, auch wenn diese Parteien sich schon lange vom Maoismus getrennt haben.